# Paolo Angioni
 (17 août 2025).
Le texte peut changer fréquemment, n’est peut-être pas à jour et peut manquer de recul. N’hésitez pas à participer, en veillant à citer vos sources.
Pour les articles homonymes, voir Angioni.
Paolo Angioni, né le 22 janvier 1938 à Cagliari et mort le 17 août 2025, est un cavalier italien de concours complet.

## Carrière
Paolo Angioni participe aux Jeux olympiques d'été de 1964 à Tokyo et remporte la médaille d'or de l'épreuve par équipe de concours complet sur son cheval King, terminant 11e du concours individuel. En 1966, il se fait piétiner par son cheval lors d'une compétition en Pologne et tombe dans le coma. Il réussit néanmoins à s'en rétablir et dispute aussi les Jeux olympiques d'été de 1968 à Mexico, où il se classe 23e.